# Gregorio Crescenzi (kardynał S. Vitale)
Gregorio Crescenzi (ur. w Rzymie, zm. 11 maja 1208 roku) – włoski kardynał.

## Życiorys
Był synem Crescentiusa Francucii i stryjem kardynała Gregorio Crescenzi. Należał do szlacheckiej rodziny rzymskiej Crescenzi, która jednak nie miała nic wspólnego z rządzącym Rzymem w X wieku rodem Krescencjuszy. W 1184 był kanonikiem bazyliki watykańskiej. Został kardynałem diakonem S. Maria in Aquiro 12 marca 1188 z nominacji papieża Klemensa III. Jako kardynał diakon sygnował bulle papieskie między 5 kwietnia 1188 a 26 listopada 1199. Uczestniczył w papieskich elekcjach w 1191 i w 1198. W 1192 razem z kardynałem biskupem Albinem z Albano uczestniczył w negocjacjach, które doprowadziły do zawarcia konkordatu w Gravina z królem Sycylii Tankredem. 1 października 1193 uczestniczył w uroczystościach kanonizacyjnych Jana Gwalberta. W sierpniu 1198 Innocenty III mianował go rektorem księstwa Spoleto i hrabstwa Asyżu.
Na początku 1199 roku został wysłany do Węgier, by doprowadzić do pokoju pomiędzy królem Emerykiem, a jego bratem Andrzejem. 23 grudnia 1200 został mianowany kardynałem prezbiterem S. Vitale. Jako kardynał prezbiter sygnował ponad 70 bulli Innocentego III datowanych między 3 lutego 1201 a 23 sierpnia 1207. Latem 1207 roku ponownie został wysłany do Węgier, jako legat papieski. Przed wyruszeniem w podróż sporządził testament; jest on pierwszym znanym kardynałem, który uzyskał od papieża zgodę na sporządzenie takiego dokumentu (tzw. facultas testandi), gdyż do tej pory mienie należące do zmarłego kardynała przypadało Stolicy Apostolskiej.
Gregorio najprawdopodobniej nie powrócił już z Węgier do Rzymu, gdyż nie sygnował już żadnych papieskich dokumentów wystawionych po 23 sierpnia 1207. Poważne poszlaki wskazują, że zmarł w drodze powrotnej, już po wypełnieniu swej misji na Węgrzech, gdyż jego pobyt w tym kraju w pierwszych latach panowania króla Andrzeja II (pan. 1205–1235) jest udokumentowany w źródłach węgierskich, niestety bez żadnych konkretnych dat. W nekrologu bolońskiej kongregacji S. Maria di Reno oraz w Liber Anniversarum bazyliki watykańskiej odnotowano jego zgon pod datą 11 maja 1208.